# Platyrrhinus ismaeli
Platyrrhinus ismaeli är en fladdermus i familjen bladnäsor som förekommer i Anderna i norra Sydamerika.
Populationen betraktades ursprungligen som synonym till Platyrrhinus dorsalis och godkänns sedan 2005 som art. Arten hittas från sydvästra Colombia över Ecuador till norra Peru. Den registrerades i regioner som ligger 1230 till 2950 meter över havet. Platyrrhinus ismaeli lever i bergsskogar.
Individerna bildar mindre flockar och vilar under stora blad, i trädens håligheter och i grottor. Ibland förekommer blandade flockar med andra fladdermöss. Arten äter huvudsakligen frukter.
Platyrrhinus ismaeli hotas av skogsavverkningar och påverkas negativ av besökare i grottorna. Beståndet minskar och den listas av IUCN som sårbar (vulnerable).